# Blaue Fliesen
Blaue Fliesen (auch: blaue Kacheln) war in der DDR eine umgangssprachliche Bezeichnung für die in der Bundesrepublik Deutschland ausgegebene D-Mark. Die Bezeichnung spielte einerseits auf die blaue Farbgebung des 100-DM-Scheins an, die im Barock hochgeschätzten und wertvollen Keramikfliesen aus Delft oder anderen Manufakturen waren blauweiß bemalt. Andererseits bezog sich die Materialbeschaffenheit von Fliesen oder Kacheln auf die Werthaltigkeit einer harten Währung.
Die in der DDR herrschende Mangellage führte zu einer ausgeprägten Schattenwirtschaft. Die D-Mark wurde dabei als inoffizielles Zahlungsmittel im Sinne einer Schattenwährung für gefragte Dienstleistungen in Bau und Handwerk und knappe Waren wie Pkw-Ersatzteile eingesetzt. Anders als der gleichfalls gebräuchliche Begriff Westgeld fand die Bezeichnung blaue Fliesen dabei als Tarnbezeichnung Verwendung. In Zeitungsanzeigen, in denen die Verwendung des Begriffs D-Mark oder Westgeld unter DDR-devisenrechtlichen Aspekten nicht möglich gewesen wäre, fanden sich Angaben wie „Biete blaue Fliesen, suche …“.